# Prana

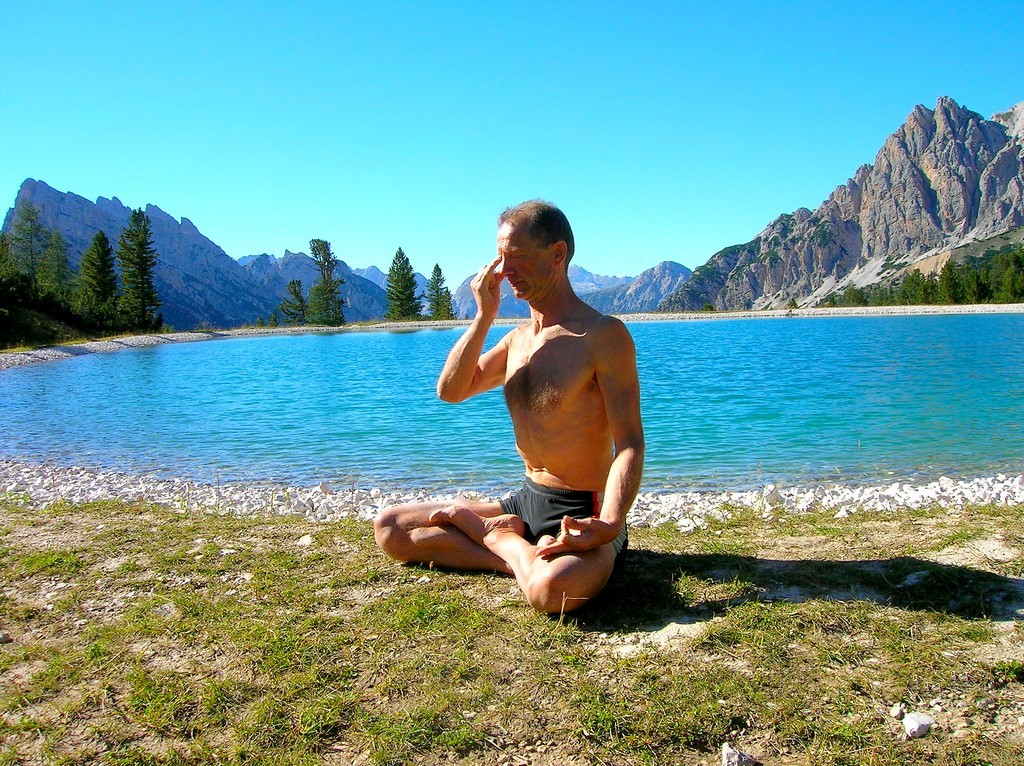
Adept jogi wykonujący kapalabhati, jedno z ćwiczeń pranajamy

Prana (dewanagari प्राण, sansk. trl. prāṇa) – w hinduizmie i teozofii powszechna siła życiowa (energia) utrzymująca przy życiu wszystkie istoty żywe. Immanentny Oddech.

## Oddech
Prana utożsamiana bywa z oddechem. W takim rozumieniu posiada dwie formy:
- apanę (wdech)
- pranę (wydech, wydychany oddech)[3]